# Liste der Monuments historiques in Virson
Die Liste der Monuments historiques in Virson führt die Monuments historiques in der französischen Gemeinde Virson auf.

## Liste der Objekte
Zum Verständnis siehe: Kirchenausstattung
| Bezeichnung               | Beschreibung                                                                                                   | Standort                                        | Kennzeichnung | Schutzstatus | Datum | Bild |
| ------------------------- | --- | ----------------------------------------------- | ------------- | ------------ | ----- | ---- |
| Liturgische Gewänder      | Kasel, Manipel, Kelchvelum und Bursa; Seide, 18. und 19. Jahrhundert; in der Kathedrale von Saintes aufbewahrt | in der Kirche Notre-Dame-de-l’Assomption (Lage) | PM17001714    | Inscrit      | 1991  |      |
| Gemälde Mariä Himmelfahrt | am Hauptaltar; Öl auf Leinwand, 18. Jahrhundert                                                                | in der Kirche Notre-Dame-de-l’Assomption (Lage) | PM17000561    | Classé       | 1983  |      |
| Liturgische Gewänder      | Kasel, Stola, Manipel und, Kelchvelum; Seide und Goldfaden, 18. Jahrhundert                                    | in der Kirche Notre-Dame-de-l’Assomption (Lage) | PM17000595    | Classé       | 1994  |      |
| Hauptaltar                | Altar mit Tabernakel und Retabel; Holz, farbig gefasst, 18. oder 19. Jahrhundert                               | in der Kirche Notre-Dame-de-l’Assomption (Lage) | PM17001795    | Inscrit      | 1994  |      |